# Parc national d'Itatiaia
Le parc national d'Itatiaia (en portugais : Parque Nacional de Itatiaia), créé en 1937, est le plus ancien parc  national du Brésil. Situé à la frontière des états de Rio de Janeiro et de Minas Gerais, il est entouré par la chaîne de montagnes de Mantiqueira et est accessible au nord par la route qui relie les villes de Rio de Janeiro et de São Paulo. Itatiaia possède la cinquième plus haute montagne du Brésil, Pico das Agulhas Negras, d'une altitude de 2 790,94 mètres. Il est entouré par la zone de protection de l'environnement de la montagne de Mantiqueira, qui fournit une zone-tampon écologique pour le parc.

## Histoire et description
Itatiaia est le plus ancien parc national du Brésil, ayant été créé le 14 juin 1937. Le nom Itatiaia est d’origine Tupi et signifie falaise pleine de pointes, pierre pointue. Il abrite de nombreux sommets montagneux et une partie de forêt atlantique.
Le réseau hydrographique est formé par des rivières aux eaux cristallines, qui forment des piscines naturelles et des cascades.
Il abrite des pumas, coatis, pacas, pécaris. Le parc attire de nombreux oiseaux, soit 250 espèces d'oiseaux différentes, dont plusieurs espèces de colibris et de toucans.

## Dans la culture
Un timbre-poste du Brésil émis en 2006 a été consacré à ce parc national. Y figurent les monts Mantiqueira, une espèce d'amaryllis (Hippeastrum sp.), l'arbre (Tabebuia serratifolia) et l'écureuil Sciurus (Guerlinguetus) ingrami (en).

## Galerie

Parc national d'Itatiaia
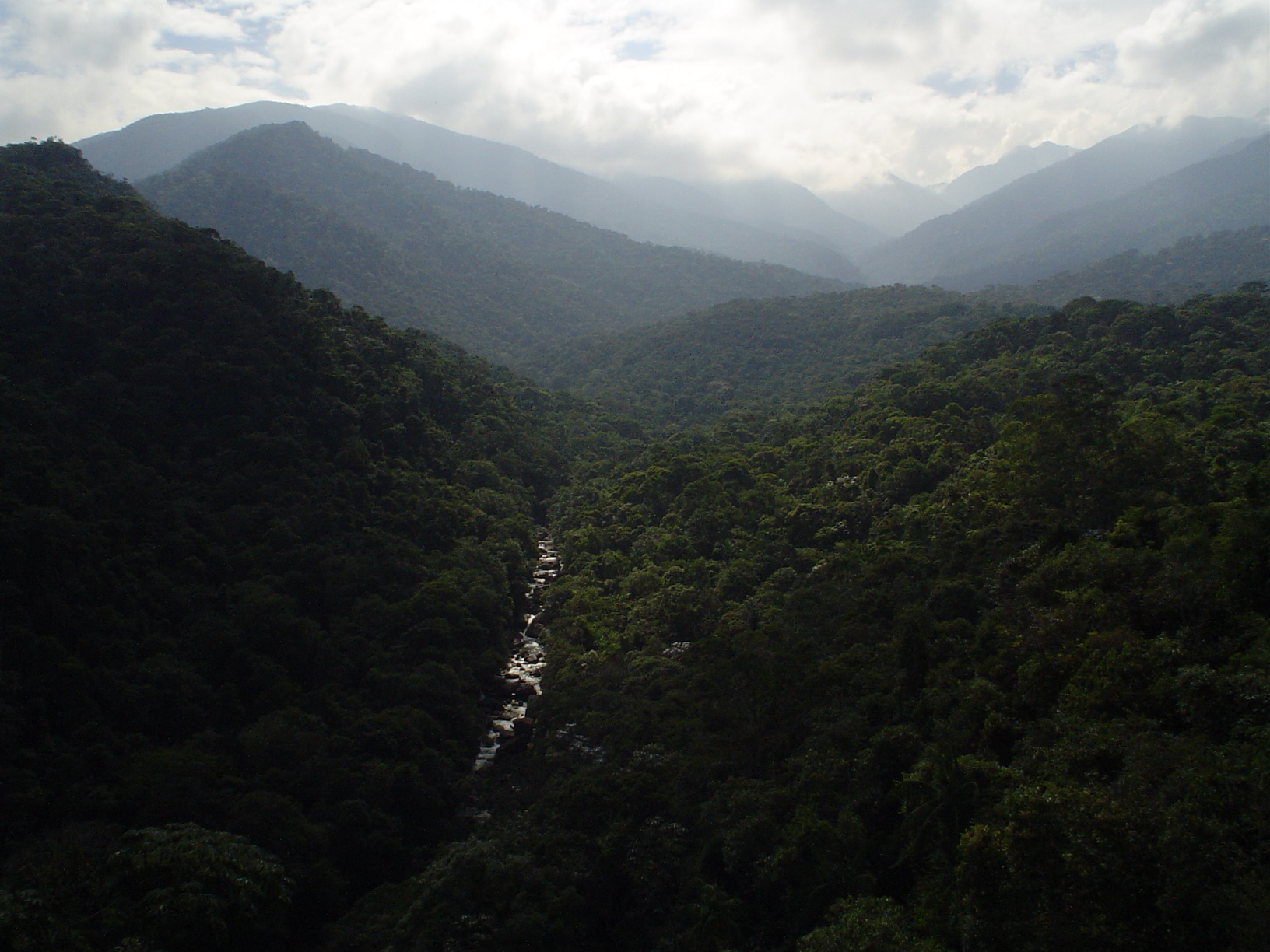
Serrinha do Alambari (en), dans la serra da Mantiqueira, partie sud-est du parc
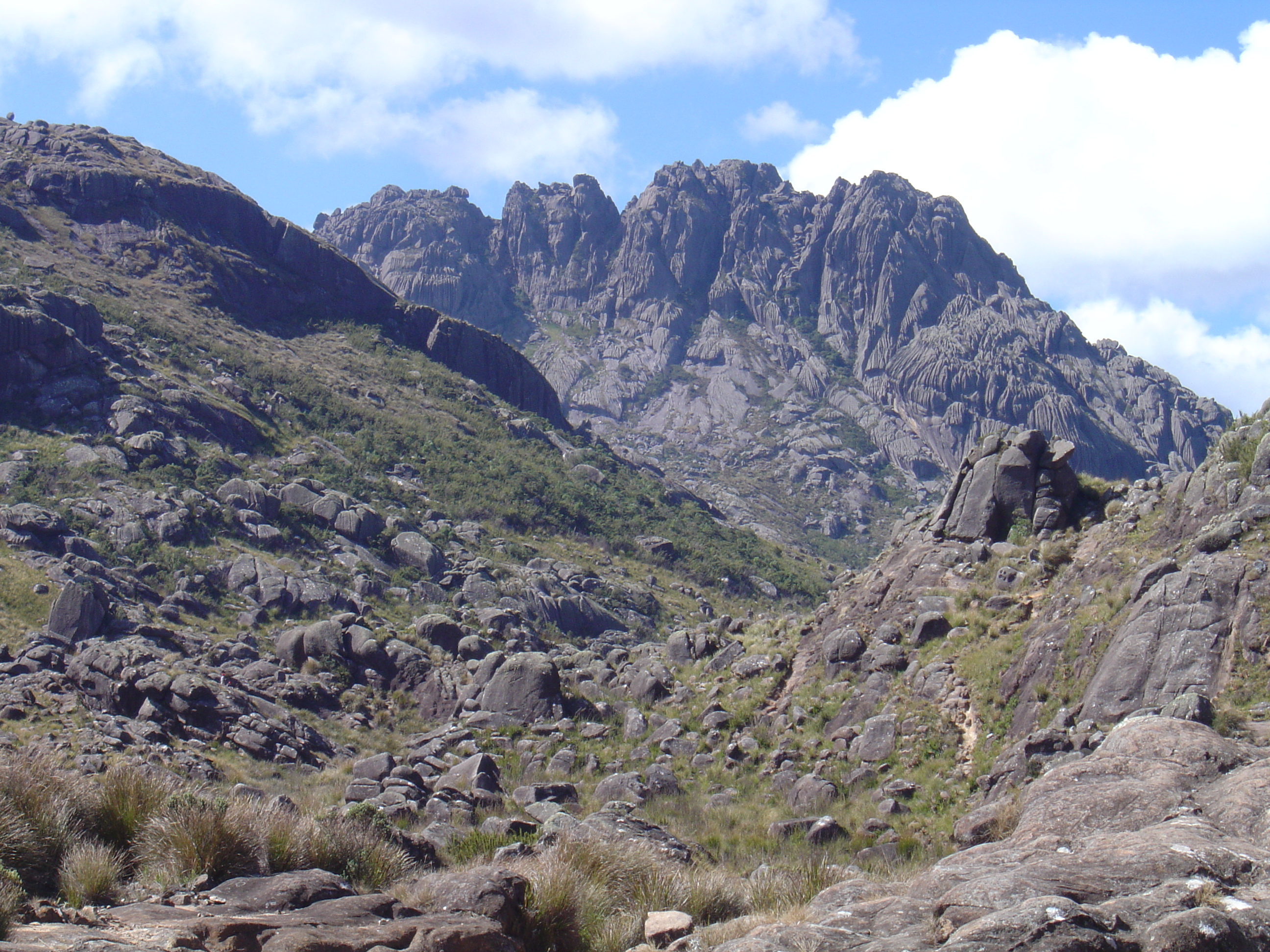
Pic des Aiguilles noires, plus haut sommet du parc
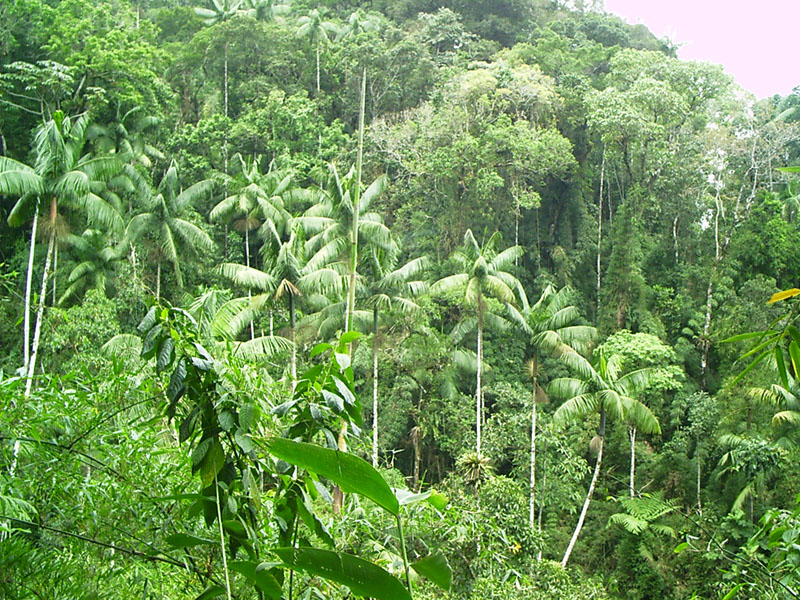
Aperçu sur la forêt
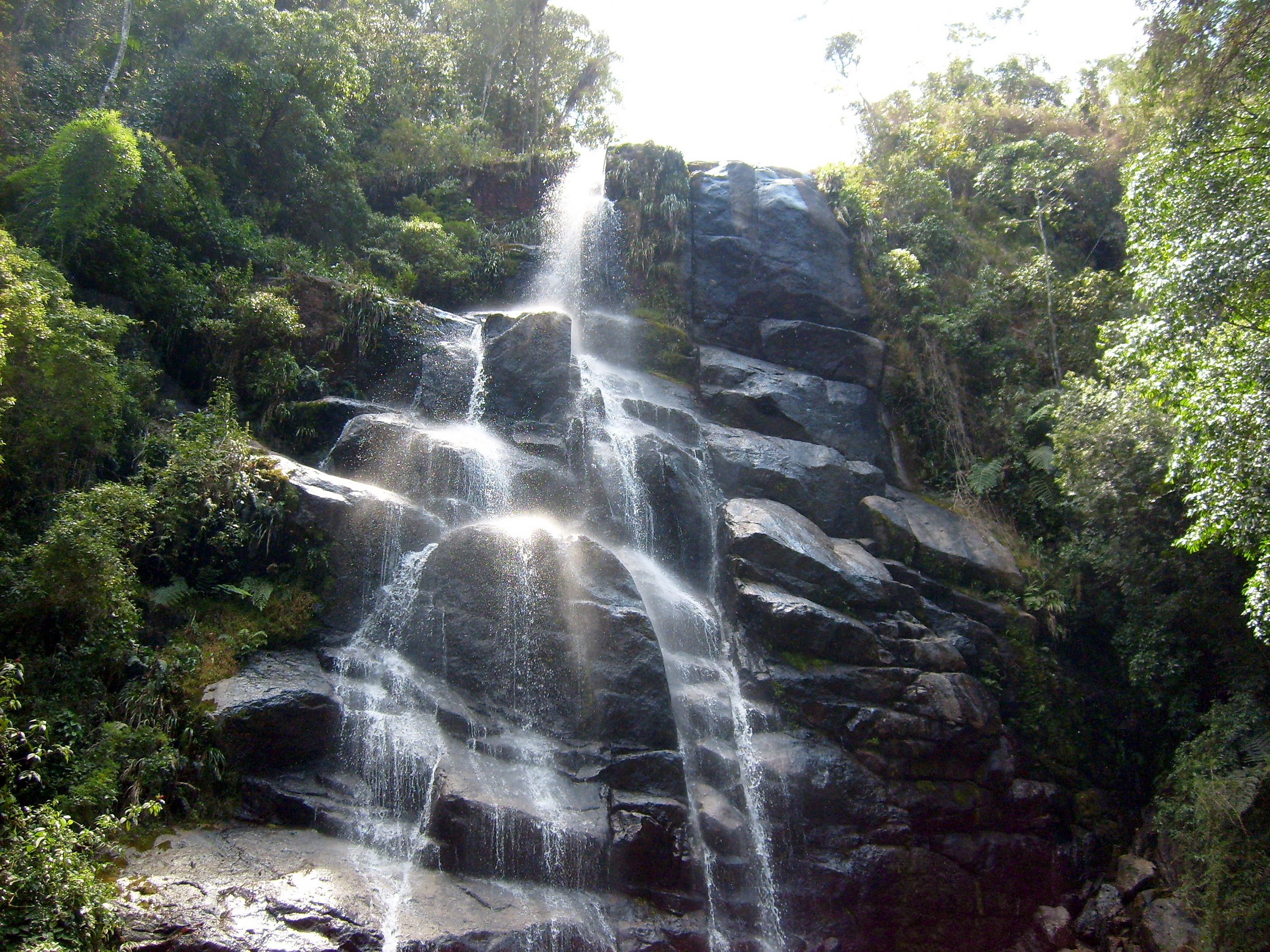
Cascade Véu de Noiva
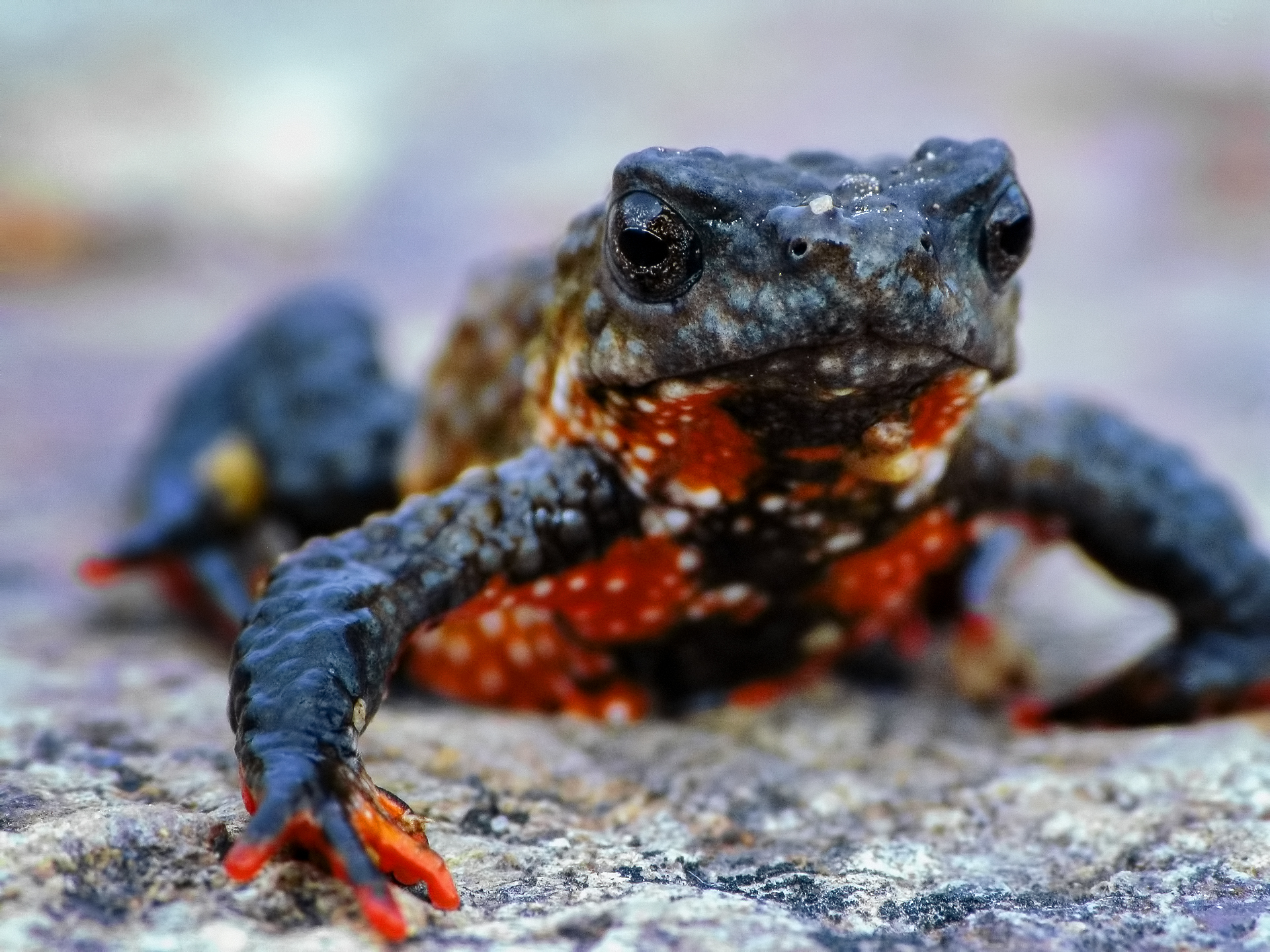
Grenouille Melanophryniscus, espèce symbolique du parc
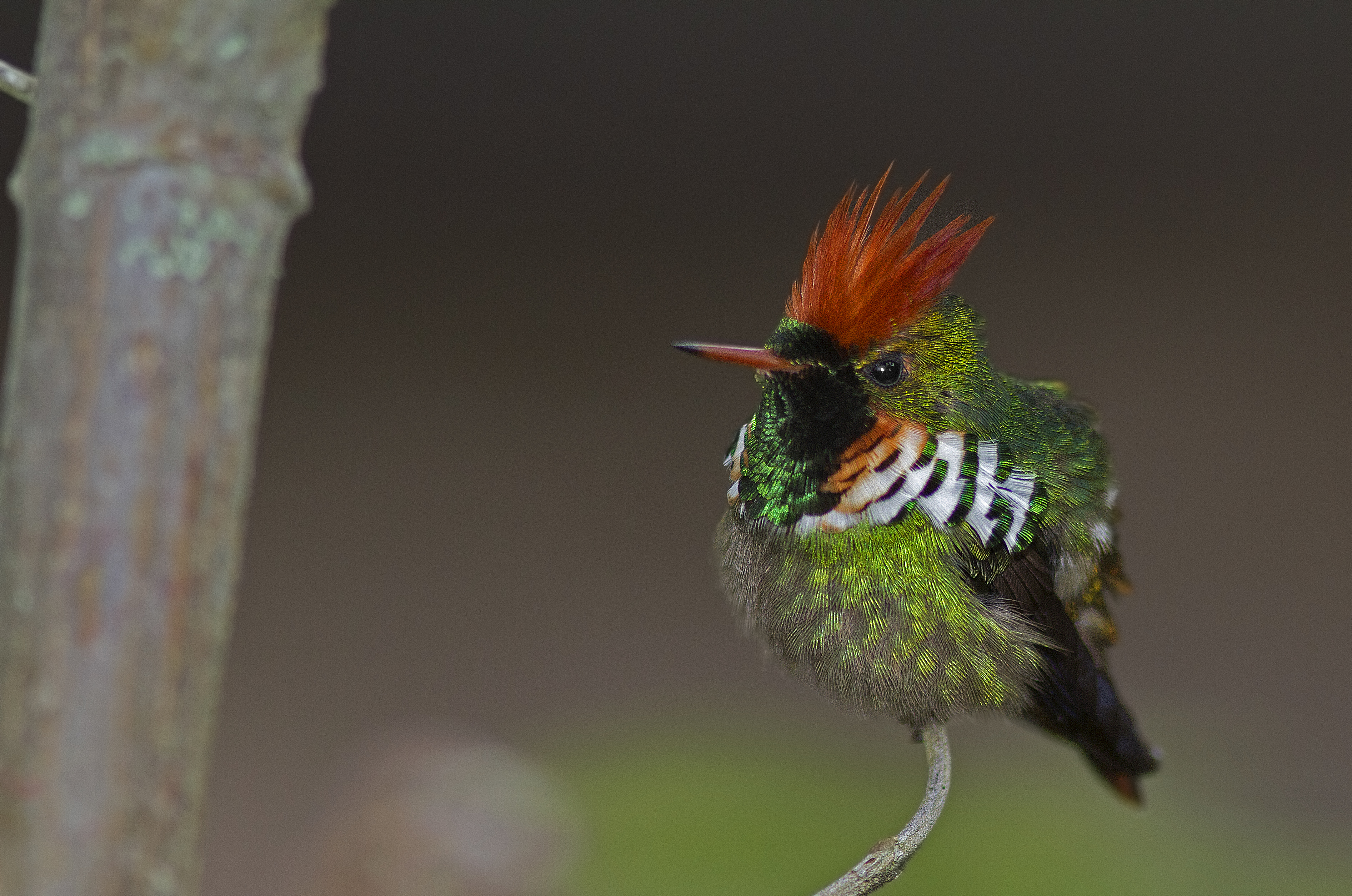
Coquette magnifique